# Scott Henderson
Scott Henderson (West Palm Beach, 26 agosto 1954) è un chitarrista statunitense.
Nato a West Palm Beach, in Florida, negli Stati Uniti, inizia a suonare la chitarra in tenera età. I suoi anni musicali formativi sono stati trascorsi ascoltando rock, blues, funk e soul, mentre il suo interesse per il jazz si è sviluppato in seguito, grazie alla musica di John Coltrane, Miles Davis e altri. 
Dopo essersi laureato alla Florida Atlantic University si trasferì a Los Angeles e iniziò la sua carriera suonando prima in varie cover band e poco dopo registrando con il violinista Jean-Luc Ponty, il bassista Jeff Berlin e Joe Zawinul con il suo Zawinul Syndicate. 
In seguito venne scelto come chitarrista della Chick Corea Elektric Band insieme a Carlos Rios, ma rimase solo 3 mesi, a causa di opinioni divergenti con Chick Corea riguardo alla adesione del tastierista a Scientology, e verrà sostituito da Frank Gambale.
Nel 1984 fonda il gruppo fusion Tribal Tech con al basso Gary Willis, alla batteria e alla voce Kirk Covington e alle tastiere Scott Kinsey.
Nel 1994 torna alle sue passioni più giovani registrando il primo album della sua blues band: Dog Party, cui seguirà nel '97 Tore Down House e nel 2002 Well to the Bone. Nel 2005 è uscito l'ultimo album intitolato Live, dove Scott ripercorre i successi dei Tribal Tech alternandoli a quelli blues.
Scott ha anche registrato due album con il trio Vital Tech Tones (al basso Victor Wooten e alla batteria Steve Smith).
Infine sono stati pubblicati, con la Reh, due video didattici: Jazz Fusion Improvisation e Melodic Phrasing, mentre la Hal Leonard ha pubblicato dei guitar books autorizzati e un metodo cartaceo di recente uscita: Jazz guitar chord system.

## Discografia

### Con i Tribal Tech
- 1985 - Spears
- 1987 - Dr. Hee
- 1990 - Nomad
- 1991 - Tribal Tech
- 1992 - Illicit
- 1993 - Face First
- 1994 - Primal Tracks
- 1995 - Reality Check
- 1999 - Thick
- 2000 - Rocket Science
- 2012 - X

### Da solista
Album in studio
- 1994 - Dog Party
- 1997 - Tore Down House
- 2002 - Well to the Bone
- 2015 - Vibe Station
- 2019 - People Mover

Live
- 2005 - Live!

### Con i VTT
- 1998 - VVT
- 2000 - VTT2

### Con Virgil Donati e Ric Fierabracci
- 1997 - Just Add Water

### Come Henderson-Berlin-Chambers
- 2012 - HBC